# Gran Premio d'Italia 1938
Il Gran Premio d'Italia 1938 è stata una corsa automobilistica di velocità in circuito.

## Vetture
Vetture iscritte alla gara.
| Costruttore   | Vettura | Cilindrata            |
| ------------- | ------- | --------------------- |
| Alfa Romeo    | 308     | 3000 cc - 8 cilindri  |
| Alfa Romeo    | 312     | 3000 cc - 12 cilindri |
| Alfa Romeo    | 316     | 3000 cc - 16 cilindri |
| Auto Union    | D       | 3000 cc - 12 cilindri |
| Maserati      | 8CTF    | 3000 cc - 8 cilindri  |
| Mercedes-Benz | W154    | 3000 cc - 12 cilindri |

## Gara

### Griglia di partenza
Posizionamento dei piloti alla partenza della gara.
| Prima fila   | 4 Pos.                       |                              | 3 Pos.                          |                              | 2 Pos.                                |                           | 1 Pos.                        |
| ------------ | ---------------------------- | ---------------------------- | ------------------------------- | ---------------------------- | ------------------------------------- | ------------------------- | ----------------------------- |
|              | Hermann Müller Auto Union    |                              | Rudolf Caracciola Mercedes-Benz |                              | Manfred von Brauchitsch Mercedes-Benz |                           | Hermann Lang Mercedes-Benz    |
| Seconda fila |                              | 7 Pos.                       |                                 | 6 Pos.                       |                                       | 5 Pos.                    |                               |
|              |                              | Christian Kautz Auto Union   |                                 | Richard Seaman Mercedes-Benz |                                       | Tazio Nuvolari Auto Union |                               |
| Terza fila   | 11 Pos.                      |                              | 10 Pos.                         |                              | 9 Pos.                                |                           | 8 Pos.                        |
|              | Carlo Felice Trossi Maserati |                              | Piero Taruffi Alfa Romeo        |                              | Jean-Pierre Wimille Alfa Romeo        |                           | Clemente Biondetti Alfa Romeo |
| Quarta fila  |                              | 14 Pos.                      |                                 | 13 Pos.                      |                                       | 12 Pos.                   |                               |
|              |                              | Hans Stuck Auto Union        |                                 | Nino Farina Alfa Romeo       |                                       | Gigi Villoresi Maserati   |                               |
| Quinta fila  |                              | 17 Pos.                      |                                 | 16 Pos.                      |                                       | 15 Pos.                   |                               |
|              |                              | Vittorio Belmondo Alfa Romeo |                                 | Goffredo Zehender Maserati   |                                       | Pietro Ghersi Alfa Romeo  |                               |

### Risultati
Risultati finali della gara.
| Pos | Nr | Pilota                                    | Scuderia          | Vettura            | Giri | Tempo/Ritiro |
| --- | -- | ----------------------------------------- | ----------------- | ------------------ | ---- | ------------ |
| 1   | 22 | Tazio Nuvolari                            | Auto Union AG     | Auto Union D       | 60   | 2h41'39"6    |
| 2   | 30 | Nino Farina                               | Alfa Corse        | Alfa Romeo 316     | 59   | 2h42'15"6    |
| 3   | 12 | Rudolf Caracciola Manfred von Brauchitsch | Daimler-Benz AG   | Mercedes-Benz W154 | 57   | 2h42'39"4    |
| 4   | 6  | Clemente Biondetti                        | Alfa Corse        | Alfa Romeo 316     | 57   | 2h42'15"8    |
| Rit | 20 | Hermann Müller                            | Auto Union AG     | Auto Union D       | 57   | Motore       |
| SQ  | 14 | Carlo Felice Trossi                       | Officine Maserati | Maserati 8CTF      | 56   | 2h43'23"4    |
| 5   | 2  | Pietro Ghersi                             | Scuderia Torino   | Alfa Romeo 308     | 47   | 2h45'55"6    |
| Rit | 36 | Hans Stuck                                | Auto Union AG     | Auto Union D       | 41   | Meccanica    |
| Rit | 26 | Hermann Lang                              | Daimler-Benz AG   | Mercedes-Benz W154 | 35   | Motore       |
| Rit | 8  | Gigi Villoresi                            | Officine Maserati | Maserati 8CTF      | ?    | Meccanica    |
| Rit | 4  | Manfred von Brauchitsch                   | Daimler-Benz AG   | Mercedes-Benz W154 | 19   | Meccanica    |
| Rit | 28 | Jean-Pierre Wimille                       | Alfa Corse        | Alfa Romeo 312     | 17   |              |
| Rit | 18 | Goffredo Zehender                         | Officine Maserati | Maserati 8CTF      | 15   |              |
| Rit | 32 | Vittorio Belmondo                         | Renato Balestrero | Alfa Romeo 308     | ?    |              |
| Rit | 16 | Richard Seaman                            | Daimler-Benz AG   | Mercedes-Benz W154 | ?    | Motore       |
| Rit | 34 | Piero Taruffi                             | Alfa Corse        | Alfa Romeo 312     | ?    | Moccanica    |
| Rit | 24 | Christian Kautz                           | Auto Union AG     | Auto Union D       | 2    |              |

Note
Giro veloce:   Hermann Lang (2'34"2 al giro 29).